# Frente Amplio Socialista
El Frente Amplio Socialista (FAS) fue una agrupación del Partido Socialista de la provincia de Buenos Aires, fundada el 24 de abril de 2022 como alternativa por parte de afiliadas y afiliados del PS sobre las posturas políticas, metodológicas y estratégicas que la dirigencia partidaria lleva a cabo. Los integrantes de esta agrupación plantean a la organización desde la izquierda democrática, en donde fomentan la estrategia de que el socialismo tenga un trabajo y una construcción  independiente a todas las fuerzas políticas mayoritarias del país, a cuales acusa de las problemáticas, tanto políticas, económicas, sociales y culturales por las que se atraviesa.
Su base de militancia se encontraba en la provincia de Buenos Aires, pero mantenía contactos con otras agrupaciones provinciales y promovían la creación de la agrupación en las distintas federaciones del país..
Con referencia en los históricos dirigentes como Juan B. Justo, primer traductor al español de El Capital de Karl Marx, fundador del PS y diputado (1912) y senador (1924), Alicia Moreau de Justo (una de las iniciadoras del movimiento feminista en Argentina), Enrique del Valle Iberlucea (primer senador en América en 1913), Mario Bravo (dos veces senador y una vez diputado nacional entre 1923 y 1943) Entre las personalidades históricas más importantes del partido se destacan Alfredo Palacios, el primer diputado socialista de América Latina (1904),  Alfredo Bravo, miembro fundador de APDH y CTERA, Guillermo Estévez Boero, Héctor Polino histórico dirigente del socialismo y defensor de los derechos de los consumidores y Hermes Binner, exgobernador de la provincia de Santa Fe.
Los principales referente de la agrupación son economista socialista Alexis Dritsos, militante y afiliado socialista de la ciudad de La Plata, quien lleva a cargo la Secretaria General del espacio, la Secretaria Adjunta Karina Salvarreguy, comunicadora de la ciudad de San Pedro y  el Secretario de Organización Ricardo Georges, docente de historia de la ciudad de Quilmes

## Historia

### 2020: Los primeros acercamientos

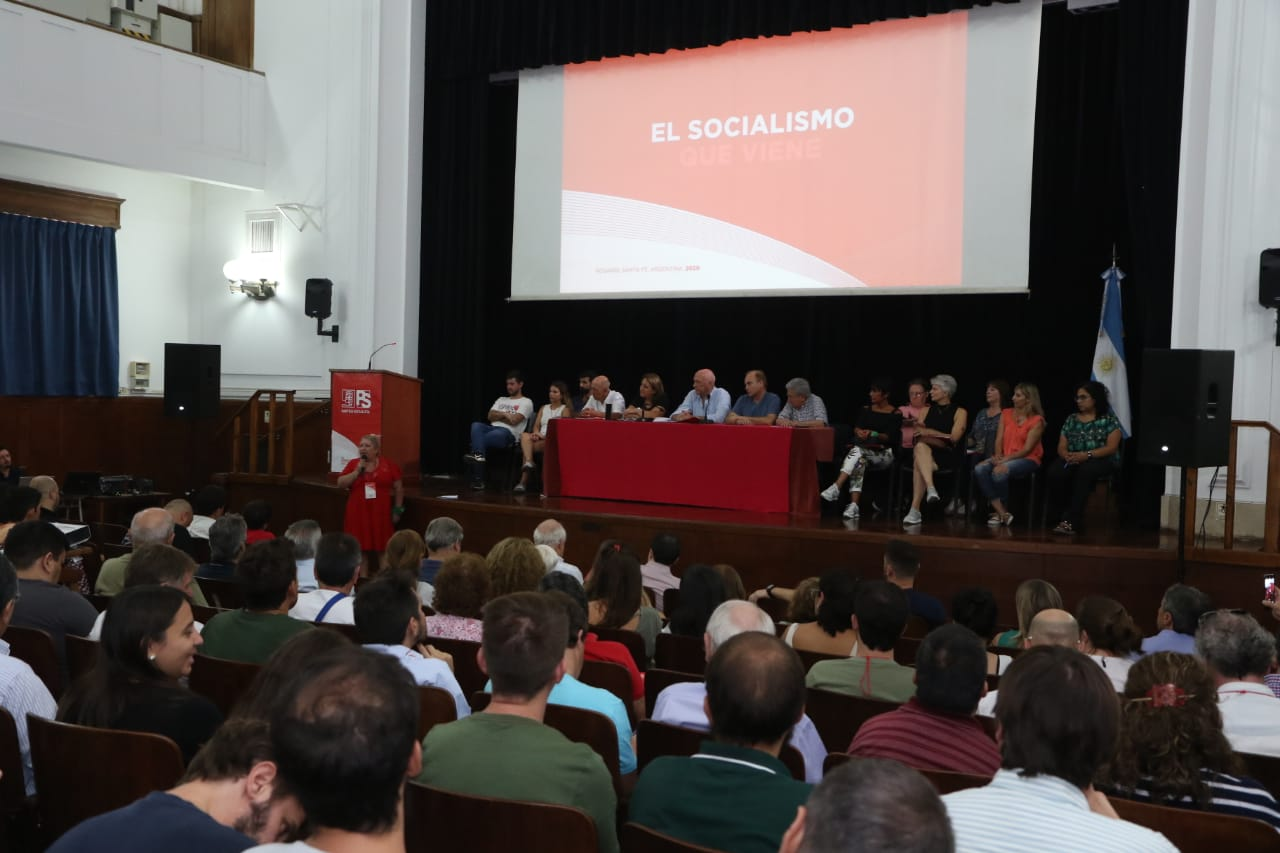
VIII Congreso Nacional Ordinario del PS (2020)

Durante el VIII Congreso Nacional Ordinario, realizado en la ciudad de Rosario, comienzan entre varios militantes las incógnitas sobre cómo se desarrollaría, a manera interna, la nueva conformación de la organización ante la renovación de autoridades y las aspiraciones de algunas corrientes del socialismo que apostaban a seguir la misma metodología, la misma que entraba en crisis. Rápidamente, durante un encuentro en Ministro Rivadavia, afiliados de Almirante Brown comienzan los contactos con referentes de la provincia de Buenos Aires y suman a dirigentes de Rojas, La Plata y de distintos municipios más. 

### 2021: Elecciones internas
Todavía en proceso de organización de la agrupación, se realizó la elecciones internas del PS con que se debía renovar las autoridades partidarias. Este acto electoral se realizó en medio de la pandemia mundial por Covid-19 y en momento en donde un nuevo aumento de contagios avanzaba en el país, lo cual el FAS adoptó el posicionamiento de no participar de los comicios, manteniendo firmemente el pedido de defensa de los derechos de las y los trabajadores de la salud que se estaban exponiendo y se encontraban precarizados.

### 2022: Fundación del Frente Amplio Socialista
El sábado 23 de abril de 2022, en la Ciudad Autónoma de Buenos Aires, con la presencia de afiliados y afiliadas que adhieren a la agrupación y otras agrupaciones invitadas se desarrolló el encuentro fundacional con el que se denominó “El Proyecto de la Militancia”. Entre los afiliados bonaerenses, se hicieron presentes representantes de Almirante Brown, Berazategui, Quilmes, Rojas, San Pedro, San Nicolás, La Matanza, Vicente López, Arrecifes, Lomas de Zamora, Junín, Chacabuco, Bolivar, La Plata, Berisso, Tres de Febrero y otros distritos. En la misma se definió las autoridades internas, en donde Alexis Dritsos (La Plata) ocupará la Secretaria General, Karina Salvarreguy (San Pedro) la Secretaria Adjunta y Ricardo Georges (Quilmes) la Secretaría de Organización.
Entre los participantes, organizaciones afines como el Partido Socialista Auténtico, Libres del Sur, el Partido Humanista, Emancipación Sur se hicieron presentes.

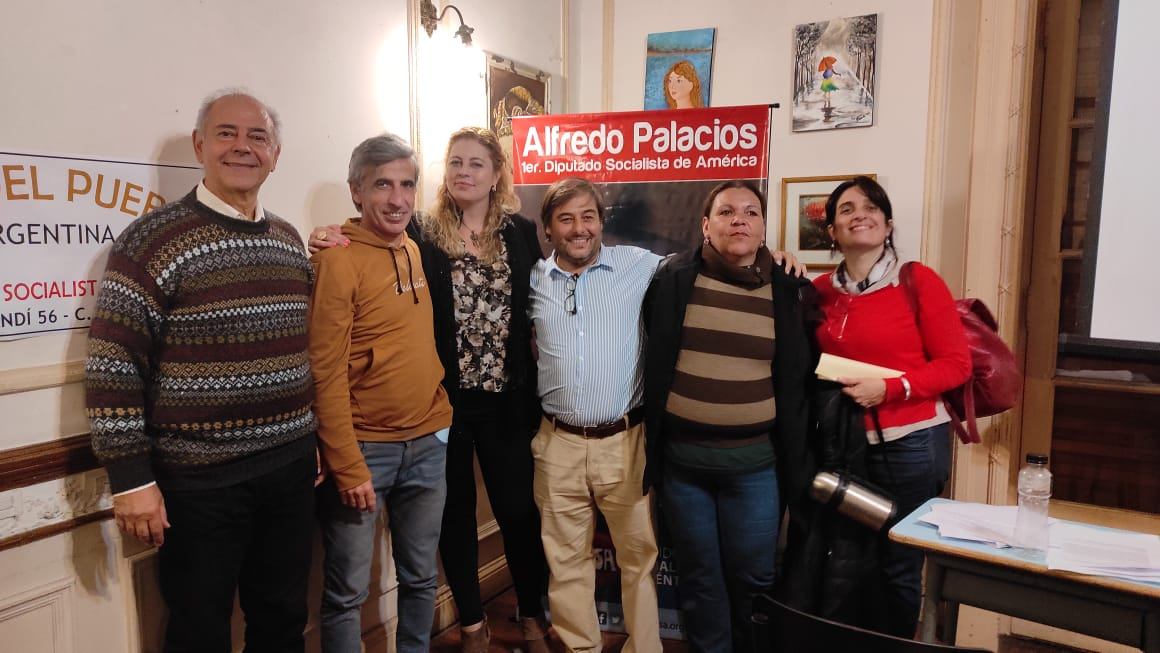
Lanzamiento del FAS

### 2023: Elecciones Primarias
Con la definición de las autoridades nacionales del Partido de integrar la alianza de Juntos Hacemos el País, tras el fallido Congreso Nacional, en donde de las distintas corrientes nacionales no logran reunir el quórum necesario para definir las alianzas electorales, el FAS adopta la medida de integrar las listas de Libres del Sur en la provincia de Buenos Aires.
Ante los resultados finales de las PASO, en donde el ganador de la misma fue Javier Milei, el FAS llama a organizarse para frenar el avance del candidato liberal, ya que  las políticas que propone atentan contra los derechos adquiridos y la economía.